# Gradle
A Gradle projektépítő eszköz, amely az Apache Ant és az Apache Maven koncepciójára épül, és bevezeti a Groovy-alapú doménspecifikus nyelvet (angol rövidítéssel DSL-t), a projektkonfiguráció deklarációját a hagyományosabb XML forma helyett. A Gradle a feladatok futási sorrendjének meghatározására irányított körmentes gráfot (DAG) használ.
A Gradle-t több alprojektes projekt építéséhez tervezték, mely meglehetősen nagyra nőhet, és támogatja az inkrementális projektépítéseket intelligensen meghatározva, hogy mely részei frissek a felépítési fának, így az azon részektől függő feladatokat nem kell újra végrehajtani.
Az eredeti beépülő modulok a hangsúlyt elsődlegesen a Java, Groovy és Scala fejlesztésre és telepítésre helyezték, de több nyelv és projekt munkafolyamat is van az ütemtervben.

## Példa Java projekt
Képzeljük el azt az esetet, amikor a Maven könyvtárszerkezetet használunk a Java forrásokra és erőforrásokra. Ezek a könyvtárak a következők: src/main/java, src/main/resources, src/test/java és src/test/resources.
build.gradle
```
apply
 
plugin:
 
'java'

```

A gradle build-et futtatva a következőt kapjuk:
```
> gradle build

:compileJava
:processResources
:classes
:jar
:assemble
:compileTestJava
:processTestResources
:testClasses
:test
:check
:build

BUILD SUCCESSFUL

```

A java beépülő modul számos elvárt Maven életciklus feladatot emulál a függőségek irányított körmentes gráfjában minden feladat kimeneteihez és bemeneteihez. Ehhez az egyszerű esethez a build feladat függ a check és assemble feladatok kimeneteitől. Hasonlóképpen a check függ a test, és assemble-től, ami függ a jar-tól.
Azon projektek számára, amelyek nem követik a Maven konvencióit, a Gradle lehetővé teszi a könyvtárszerkezet konfigurálhatóságát. A következő példa egy olyan projektet támogat, ahol a forrásfájlok a src/java-ban vannak a Maven által előírt konvenció szerinti src/main/java könyvtár helyett.
build.gradle
```
apply
 
plugin:
 
'java'

sourceSets
.
main
.
java
.
srcDirs
 
=
 
[
'src/java'
]

```

## Példa Ant migrációra
A Gradle nagyon szoros integrációban van az Anttal, és az Ant build fájlokat még scriptként is kezeli, melyeket közvetlenül be tud importálni még az összeállítás alatt. A következő példa bemutatja a legegyszerűbb Ant cél használatát beépített Gradle feladatként használva.
build.xml
```
<project>

  
<target
 
name=
"ant.target"
>

    
<echo
 
message=
"Running ant.target!"
/>

  
</target>

</project>

```

build.gradle
```
ant
.
importBuild
 
'build.xml'

```

A gradle ant.target a következőt eredményezi:
```
> gradle ant.target

:ant.target
[ant:echo] Running ant.target!

BUILD SUCCESSFUL

```

## Verzió történet
| Verzió | Dátum      |
| ------ | ---------- |
| 0.7    | 2009-07-20 |
| 0.8    | 2009-09-28 |
| 0.9    | 2010-12-19 |
| 1.0    | 2012-06-12 |
| 1.1    | 2012-07-31 |
| 1.2    | 2012-09-12 |
| 1.3    | 2012-11-20 |
| 1.4    | 2013-01-28 |
| 1.5    | 2013-03-27 |
| 1.6    | 2013-05-07 |
| 1.7    | 2013-08-06 |
| 1.8    | 2013-09-24 |
| 1.9    | 2013-11-19 |
| 1.10   | 2013-12-17 |
| 1.11   | 2014-02-11 |
| 1.12   | 2014-04-29 |
| 2.0    | 2014-07-01 |
| 2.1    | 2014-09-08 |
| 2.2    | 2014-11-10 |
| 2.3    | 2015-02-16 |
| 2.4    | 2015-05-05 |

A régebbi verziók elérhetők a Gradle letöltési oldaláról.

## Bibliográfia
- Building and Testing with Gradle, Foreword by Hans Dockter, First, O'Reilly Media, 116. o. (2011. július 1.). ISBN 978-1-4493-0463-8
- Gradle Effective Implementation Guide, First, Packt Publishing, 382. o. (2012. november 1.). ISBN 978-1849518109
- Gradle DSLs, First, O'Reilly Media, 50 est.. o. (2013. május 1.). ISBN 978-1-4493-0467-6
- Gradle In Action, First, Manning Publications, 390. o. (2013). ISBN 9781617291302

## Fordítás
- Ez a szócikk részben vagy egészben  a   Gradle című angol Wikipédia-szócikk ezen változatának fordításán alapul.  Az eredeti cikk szerkesztőit annak laptörténete sorolja fel. Ez a jelzés csupán a megfogalmazás eredetét és a szerzői jogokat jelzi, nem szolgál a cikkben szereplő információk forrásmegjelöléseként.